# Verfassungsreferendum in Italien 2016

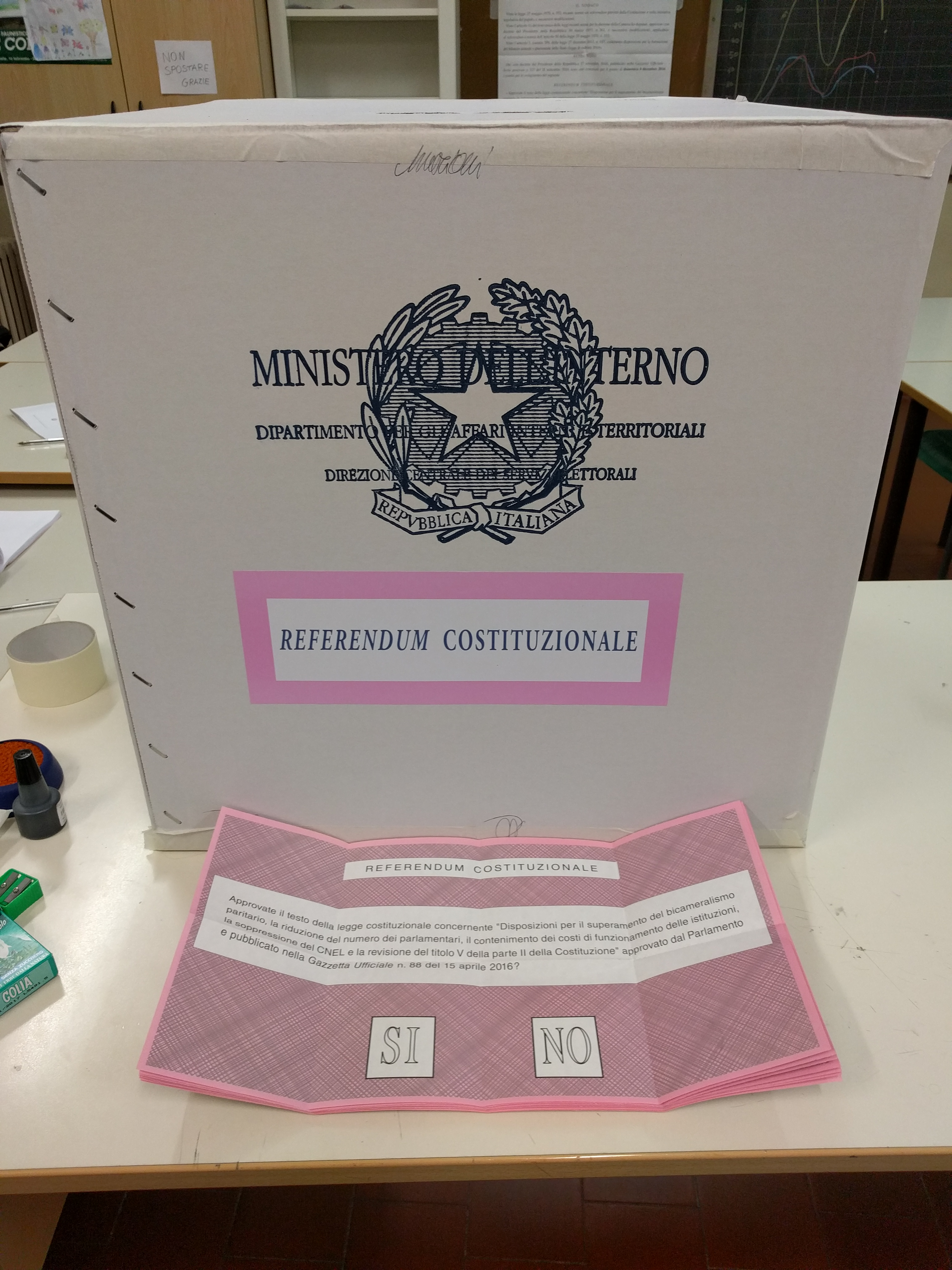
Wahlurne

Im Verfassungsreferendum in Italien am 4. Dezember 2016 stimmten die Wahlberechtigten über eine vom Parlament der Italienischen Republik gebilligte Verfassungsänderung ab. Diese sah eine Neuordnung des Parlaments, insbesondere eine tiefgreifende Reform des Senats und eine Rückführung bisheriger Kompetenzen der Regionen zum Staat vor. Nachdem das Verfassungsreferendum gescheitert war, kündigte Ministerpräsident Matteo Renzi seinen Rücktritt an. Ein von Silvio Berlusconi initiiertes, ähnliches Reformvorhaben von Italiens Senat, allerdings im Rahmen einer Föderalismusreform zur Stärkung der Regionen, war zuvor in einem Verfassungsreferendum am 25. und 26. Juni 2006 ebenfalls gescheitert.

## Politischer Hintergrund
Der Verfassunggebenden Versammlung gelang es 1947 nicht, ein differenziertes Zweikammersystem zu schaffen. Die italienische Verfassung sieht vor, dass beide Parlamentskammern gleichberechtigt sind und somit auch die Regierung vom Vertrauen beider Kammern abhängig ist. Konkrete Versuche, diese Verfassungsordnung zu reformieren, gab es seit den 1980er Jahren. Sie scheiterten an gegenläufigen politischen Interessen, an Besitzstandsdenken sowie an der ablehnenden Haltung der Bevölkerung gegenüber unausgereiften Verfassungsreformvorhaben.
Nach den Parlamentswahlen in Italien 2013, die wiederum zu unterschiedlichen Mehrheitsverhältnissen in den beiden Parlamentskammern führten, wurden Verfassungsreformen als notwendig betrachtet und intensiv diskutiert. Im Jahr 2014 legte die Regierung Renzi einen Gesetzentwurf zur Reform der Verfassung vor, vor allem in der Absicht, den Senat zu einer nicht mehr direkt gewählten Vertretung der Regionen und Gemeinden zu machen. Etliche Verfassungsrechtler kritisierten das Reformvorhaben der Regierung Renzi und unterbreiteten alternative Reformvorschläge, andere Verfassungsrechtsexperten unterstützten das Reformvorhaben ausdrücklich.
Am 13. Oktober 2015 stimmte der Senat der von Matteo Renzi und seiner Ministerin Maria Elena Boschi initiierten Verfassungsreform zu, am 11. Januar 2016 auch die Abgeordnetenkammer. Der Senat bestätigte sein Votum am 20. Januar 2016, die Abgeordnetenkammer am 12. April 2016. Da die beiden Parlamentskammern die Reform nur mit absoluter und nicht mit einer Zweidrittelmehrheit billigten, wurde gemäß Artikel 138 der Verfassung ein Referendum erforderlich, das am 4. Dezember 2016 stattfand.

## Abstimmungsfrage

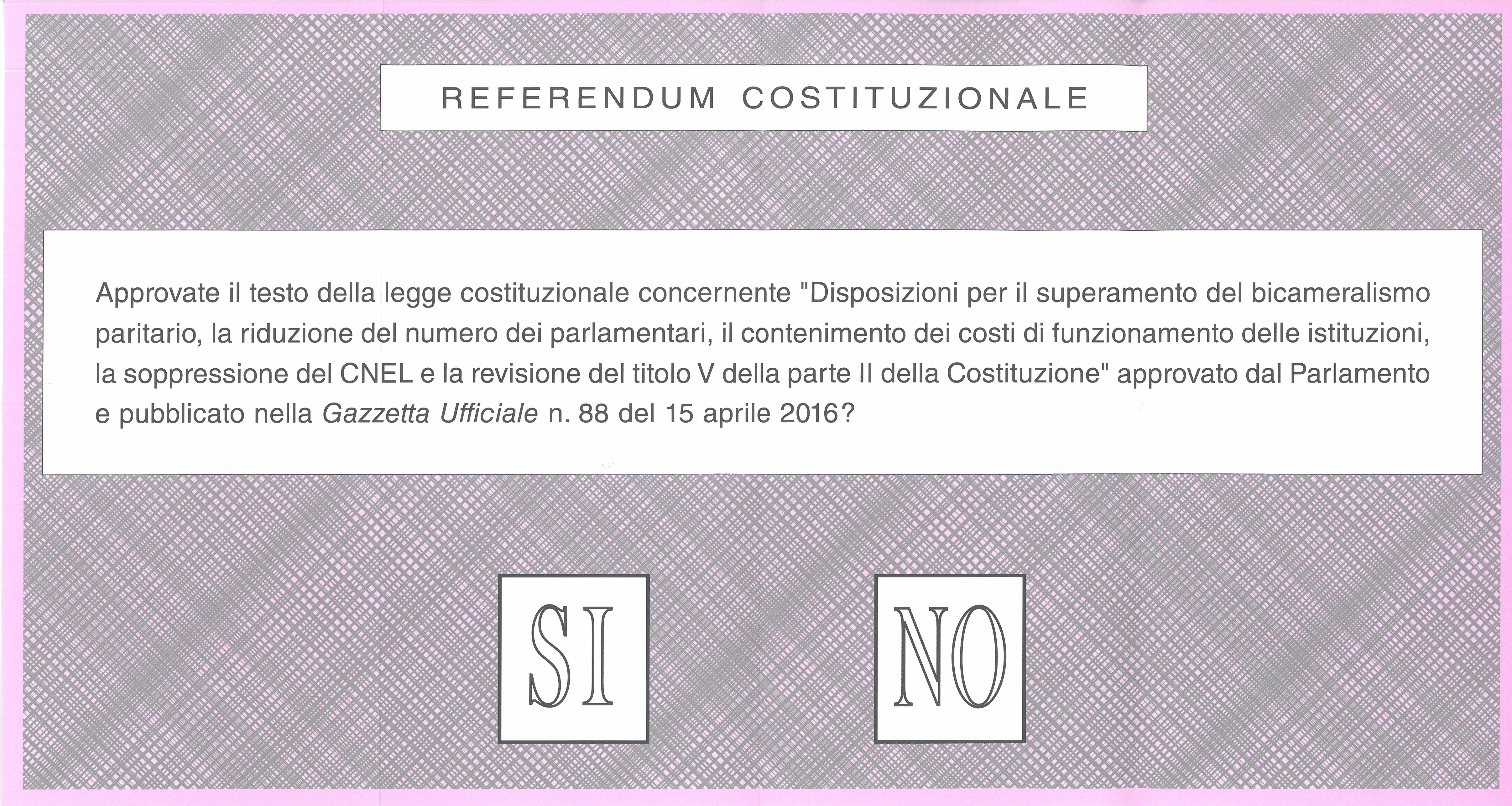
Wortlaut der Abstimmungsfrage

Die Frage, über die beim Referendum mit Ja oder Nein abgestimmt wurde, lautete:
Approvate il testo della legge costituzionale concernente “Disposizioni per il superamento del bicameralismo paritario, la riduzione del numero dei parlamentari, il contenimento dei costi di funzionamento delle istituzioni, la soppressione del CNEL e la revisione del titolo V della parte II della Costituzione” approvato dal Parlamento e pubblicato nella Gazzetta Ufficiale n. 88 del 15 aprile 2016?
Im Südtirol wurde die Fragestellung wie folgt auf Deutsch gestellt:
Sind Sie für die Genehmigung des Verfassungsgesetzes betreffend „Bestimmungen zur Überwindung des paritätischen Zweikammersystems, Reduzierung der Zahl der Abgeordneten, Eindämmung der Kosten für das Funktionieren der Institutionen, Abschaffung des CNEL und Überarbeitung des 5. Titels des 2. Teils der Verfassung“, das vom Parlament genehmigt und im Gesetzesanzeiger der Republik Nr. 88 vom 15. April 2016 kundgemacht wurde?

## Angestrebte Verfassungsreformen

### Reform des Senats und des Gesetzgebungsprozesses
Während die Mitglieder der Abgeordnetenkammer Italien als Ganzes repräsentieren, vertritt der Senat die sogenannten „territorialen Institutionen“, also Regionen, autonome Provinzen, Metropolitanstädte und sonstige Kommunen. Er dient als Verbindungsorgan zwischen den lokalen und regionalen Gebietskörperschaften und dem Staat und der Europäischen Union.

#### Zusammensetzung
Im Gegensatz zum bestehenden Senat mit seinen 315 direkt gewählten Mitgliedern und den Senatoren auf Lebenszeit besteht der reformierte Senat aus 95 Senatoren, die die „territorialen Institutionen“ vertreten, und aus bis zu fünf Senatoren, die der Staatspräsident für besondere Verdienste für eine einmalige Periode von sieben Jahren ernennen kann. Die Staatspräsidenten werden am Ende ihrer Amtszeit weiterhin Senatoren auf Lebenszeit. Die derzeitigen Senatoren auf Lebenszeit behalten ihre Senatssitze.
19 Regionalparlamente und die Landtage der beiden autonomen Provinzen Trentino und Südtirol wählen in ihrer Gebietskörperschaft jeweils einen amtierenden Bürgermeister zum Senator. Diese 21 Bürgermeister vertreten im Senat somit die kommunale Ebene.
74 weitere Senatoren werden von den Mitgliedern der 19 Regionalparlamente und der beiden Landtage unter ihresgleichen gewählt. Bei den Wahlen zu den Regionalparlamenten bestimmen die Wähler, welche Mitglieder des jeweiligen Regionalparlaments und Landtags zu Senatoren gewählt werden sollen. Die Regionalparlamente ratifizieren die Entscheidung der Wähler. Es wird jeweils mindestens ein Senator dieses Typs entsandt, weitere in Abhängigkeit von der Bevölkerungszahl. Dabei gilt das Verhältniswahlsystem; die Fraktionsstärken in den Regionalparlamenten müssen berücksichtigt werden.
Die 74 von den Regionalparlamenten entsandten Senatoren und die 21 zu Senatoren gewählten Bürgermeister verlieren ihr Mandat mit der Auflösung ihres regionalen Herkunftsparlaments beziehungsweise am Ende ihrer Amtszeit in ihrer jeweiligen Kommune. Damit kann der Senat nicht mehr aufgelöst werden. Die Senatoren werden nicht mehr vom Senat bezahlt, sondern erhalten ihre Bezüge von ihren jeweiligen Regionalparlamenten, Landtagen oder Kommunen.

#### Kompetenzen
Die Regierung ist nicht mehr vom Vertrauen beider Parlamentskammern abhängig, sondern nur noch von der Abgeordnetenkammer.
Das Parlament hat weiterhin das Recht, fünf von 15 Verfassungsrichtern zu wählen. Dies erfolgt jedoch nicht mehr in gemeinsamer Sitzung der Kammern, sondern getrennt. Die Abgeordnetenkammer wählt drei Richter, der Senat zwei.
Unverändert gleichberechtigt mit der Abgeordnetenkammer ist der Senat bei Verfassungsänderungen und Verfassungsgesetzen, bei der Ratifikation von EU-Verträgen sowie bei Gesetzen, die Verfassungsbestimmungen zu Familie und Eltern, sprachlichen Minderheiten, Volksentscheidungen, Kommunalordnungen und regionalen und kommunalen Wahlsystemen umsetzen. Ansonsten wird das sogenannte gleichberechtigte oder „perfekte“ Zweikammersystem abgeschafft. Das bedeutet, dass der Senat weniger Rechte als die Abgeordnetenkammer hat.
Jeder von der Abgeordnetenkammer verabschiedete Gesetzentwurf wird umgehend an den Senat weitergeleitet. Sofern ein Drittel der Senatoren es innerhalb von zehn Tagen verlangt, wird der entsprechende Gesetzentwurf auch vom Senat beraten. Innerhalb von weiteren 30 Tagen kann der Senat Änderungsanträge vorlegen, über die die Abgeordnetenkammer dann definitiv entscheidet. Verlangt der Senat keine Beratung oder wird die genannte Frist ergebnislos überschritten, so kann das Gesetz vom Staatspräsidenten ausgefertigt werden und in Kraft treten.
Änderungsanträge des Senats zu Gesetzentwürfen von besonderem Interesse für die „territorialen Institutionen“ können von der Abgeordnetenkammer nur mit der absoluten Mehrheit ihrer Mitglieder übergangen werden. Dies betrifft die Hauptstadt Rom mit ihrem besonderen Status (Roma Capitale), Raumordnungsangelegenheiten, den nach dem Subsidiaritätsprinzip organisierten Katastrophenschutz, die autonomen Provinzen Trentino und Südtirol, die internationalen Beziehungen der Regionen, die Beziehungen zwischen dem Staat und den Regionen einschließlich des Finanzausgleichs, die Rechte der Kommunen, die Normen zur Auflösung von regionalen und kommunalen Parlamenten und Exekutiven bei verfassungs- oder gesetzwidrigem Verhalten, den Wechsel von Kommunen von einer Region zur benachbarten, die Haushalte der öffentlichen Verwaltungen sowie die Pflichten, die sich aus der EU-Mitgliedschaft ergeben.
Will der Senat staatliche Haushaltsgesetzentwürfe ändern, kann er entsprechende Vorschläge innerhalb von 15 Tagen nach Weiterleitung vorlegen. Haushaltsänderungsanträge, die die oben genannten besonderen Interessen der territorialen Institutionen betreffen, können nur mit der absoluten Mehrheit der Senatoren beschlossen und nur von der absoluten Mehrheit der Abgeordneten abgelehnt werden.
Die Senatoren haben wie die Abgeordneten und die Regierung das Recht auf Gesetzesinitiative. Die absolute Mehrheit der Senatoren kann die Abgeordnetenkammer zwingen, einen Gesetzentwurf zu beraten. In diesem Fall hat die Abgeordnetenkammer für einen Beschluss eine Frist von sechs Monaten.
Der Senat darf Untersuchungsausschüsse nur zu Angelegenheiten der von ihm vertretenen Gebietskörperschaften einrichten.

### Andere Reformen
- Neuordnung der Kompetenzverteilung zwischen Staat und Regionen: Die Gesetzgebung liegt entweder beim Gesamtstaat oder bei den Regionen und autonomen Provinzen, die Rahmengesetzgebung wird abgeschafft.
- Abschaffung der CNEL (Consiglio nazionale dell’economia e del lavoro, dt. in etwa Nationalrat für Wirtschaft und Arbeit) und der Provinzen (nicht der autonomen Provinzen)
- Änderung der Mehrheit zur Wahl des Staatspräsidenten: Nach dem dritten Wahlgang ist eine 3/5-Mehrheit erforderlich. (bisher absolute Mehrheit)
- Zwei Verfassungsrichter werden vom Senat gewählt, drei von der Abgeordnetenkammer.
- Wählerinitiativen benötigen 150.000 Unterschriften. Sie müssen dann vom Parlament behandelt werden.
- Ein Referendum mit 800.000 Unterschriften kann eine höhere Anzahl ungültiger Einträge vorweisen (mehr als die Hälfte der Unterschriften müssen gültig sein und von in den letzten Wahlen eingetragenen Wählern stammen).
- Der Ausbau direktdemokratischer Instrumente, mit der Aufnahme von propositiven Referenden in die Verfassung, für deren tatsächliche Einführung es allerdings eines präzisierenden Verfassungsgesetzes bedarf. Bei propositiven Referenden dürfen die stimmberechtigten Bürger unmittelbar über die Annahme oder Ablehnung einer Vorlage abstimmen, während im Rahmen der bestehenden abrogativen Referenden lediglich über die Aufhebung eines Gesetzes abgestimmt wird.
- Stimmgesetze müssen vom Verfassungsgericht geprüft werden, um den Einfluss der Minderheiten im Parlament zu gewährleisten.
- Krieg kann nur von der Abgeordnetenkammer erklärt werden anstatt durch die Annahme der beiden Kammern. Der Entschluss muss aber mit einer absoluten anstatt mit einer einfachen Mehrheit angenommen werden.

## Positionierung der politischen Parteien

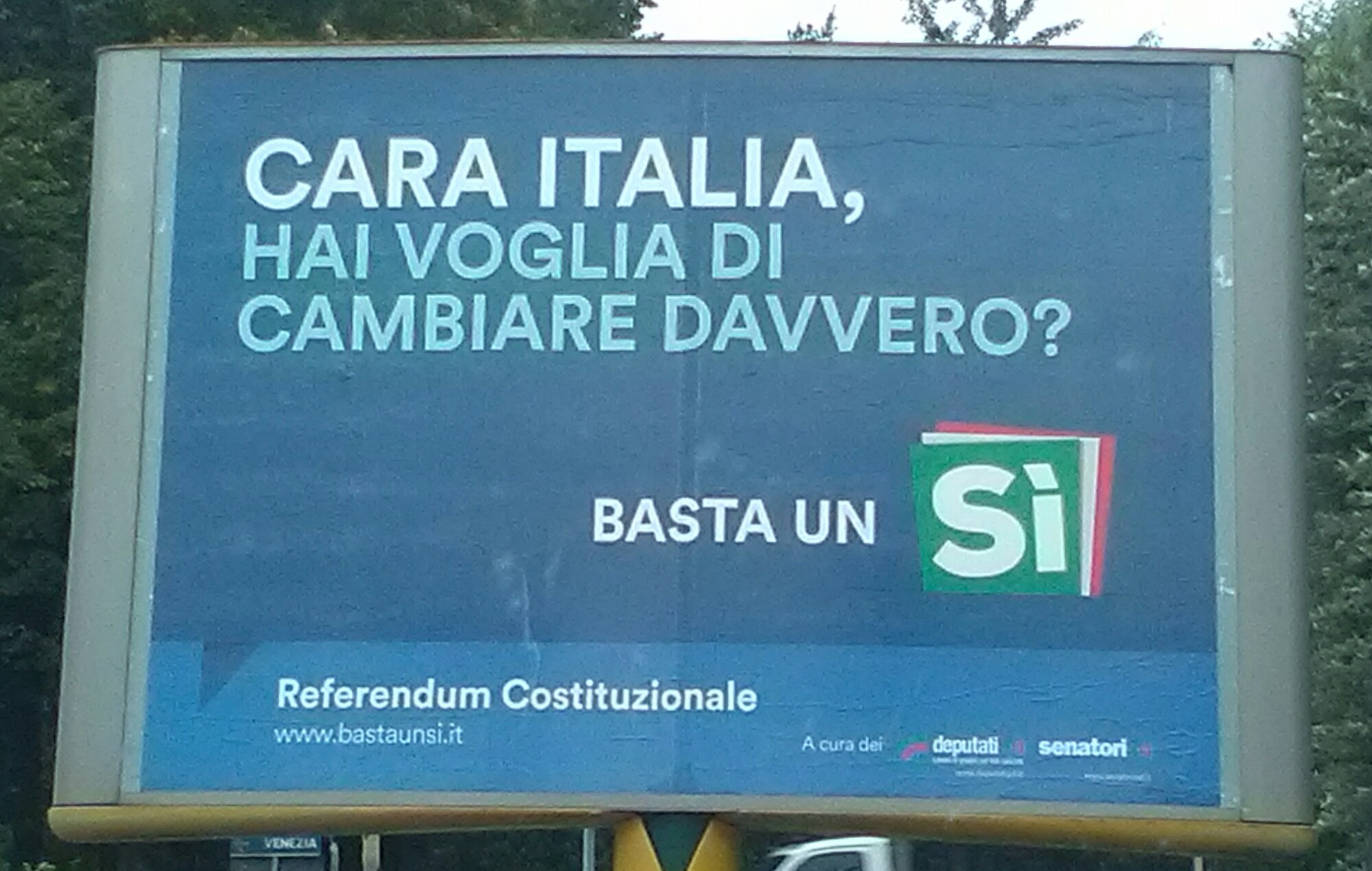
Wahlplakat des Partito Democratico

Neben den Autoren der Reformen von der Partito Democratico (PD) unterstützten die größeren Zentrums-Parteien des italienischen Parlaments, die NCD (Nuovo Centrodestra) und UdC (Unione di Centro), im Bündnis Area populare (AP) zusammengeschlossen, als Regierungsmitglieder zunächst die Verfassungsänderungen; die UdC änderte jedoch ihre Position und ließ schließlich das 2014 mit der NCD gebildete Bündnis daran zerbrechen. Auch die linksgerichteten Christdemokraten des Centro Democratico (CD) befürworteten die Annahme der Verfassungsänderung. Ebenso machten sich die liberalen Partei Scelta Civica, Italia dei Valori (IdV) und Radicali Italiani (RI) für die Annahme stark.
Als stärkster Gegner der Reformen etablierte sich die Fünf-Sterne-Bewegung (MoVimento 5 Stelle) unter Beppe Grillo, die sich politisch auch von der Europäischen Union distanziert hatte. Weitere Gegner der Reformen sind vor allem die Regional- und Rechtsparteien wie die Lega Nord (LN), Forza Italia (FI) und Fratelli d’Italia, aber auch linke Parteien wie Sinistra Italiana und die Partito della Rifondazione Comunista (PRC).

## Ergebnisse

Abstimmungsergebnis in den Provinzen und Metropolitanstädten Italiens (die Provinz Sud Sardegna und die Metropolitanstadt Cagliari wurden entsprechend der Vorgehensweise des italienischen Innenministeriums zusammengefasst)

Abstimmungsergebnisse nach Gemeinden.

### Landesweites Ergebnis
| Ergebnisse                   | Zahl       | in % der gültigen Stimmen | in % aller Stimmen | in % der Wahlberechtigten |
| ---------------------------- | ---------- | ------------------------- | ------------------ | ------------------------- |
| Ja                           | 13.432.187 | 40,89                     | 40,41              | 26,46                     |
| Nein                         | 19.419.528 | 59,11                     | 58,42              | 38,25                     |
| Leere Stimmzettel            | 83.417     | –                         | 00,25              | 00,16                     |
| Ungültige Stimmzettel        | 306.952    | –                         | 00,92              | 00,60                     |
| Nicht zuweisbare Stimmzettel | 1.761      | –                         | 00,01              | 00,00                     |
| Wähler gesamt                | 33.243.845 | –                         | –                  | 65,47                     |
| Wahlberechtigte              | 50.773.284 | –                         | –                  | 100,00                    |

### Ergebnisse nach Regionen
Die folgende Auflistung zeigt die Ergebnisse nach Regionen.
| Region                  | Wähler    | Beteiligung | Stimmen   | Stimmen   | Stimmenanteil | Stimmenanteil |
| Region                  | Wähler    | Beteiligung | Ja        | Nein      | Ja            | Nein          |
| ----------------------- | --------- | ----------- | --------- | --------- | ------------- | ------------- |
| Abruzzen                | 1.052.049 | 68,7 %      | 255.022   | 461.167   | 35,6 %        | 64,4 %        |
| Aostatal                | 99.735    | 71,9 %      | 30.568    | 40.116    | 43,2 %        | 56,8 %        |
| Apulien                 | 3.280.745 | 61,7 %      | 659.354   | 1.348.573 | 32,8 %        | 67,2 %        |
| Basilicata              | 467.000   | 62,9 %      | 98.924    | 191.081   | 34,1 %        | 65,9 %        |
| Kalabrien               | 1.553.741 | 54,4 %      | 276.384   | 561.557   | 33,0 %        | 67,0 %        |
| Kampanien               | 4.566.905 | 58,9 %      | 839.692   | 1.827.768 | 31,5 %        | 68,5 %        |
| Emilia-Romagna          | 3.326.910 | 75,9 %      | 1.262.484 | 1.242.992 | 50,4 %        | 49,6 %        |
| Friaul-Julisch Venetien | 952.493   | 72,5 %      | 267.379   | 417.732   | 39,0 %        | 61,0 %        |
| Latium                  | 4.402.145 | 69,2 %      | 1.108.768 | 1.914.397 | 36,7 %        | 63,3 %        |
| Ligurien                | 1.241.618 | 69,7 %      | 342.671   | 515.777   | 39,9 %        | 60,1 %        |
| Lombardei               | 7.480.375 | 74,2 %      | 2.453.095 | 3.058.051 | 44,5 %        | 55,5 %        |
| Marken                  | 1.189.180 | 72,8 %      | 385.877   | 472.656   | 45,0 %        | 55,0 %        |
| Molise                  | 256.600   | 63,9 %      | 63.695    | 98.728    | 39,2 %        | 60,8 %        |
| Piemont                 | 3.396.378 | 72,0 %      | 1.055.043 | 1.368.507 | 43,5 %        | 56,5 %        |
| Sardinien               | 1.375.845 | 62,5 %      | 237.280   | 616.791   | 27,8 %        | 72,2 %        |
| Sizilien                | 4.031.871 | 56,7 %      | 642.980   | 1.619.828 | 28,4 %        | 71,6 %        |
| Trentino-Südtirol       | 792.503   | 72,2 %      | 305.473   | 261.473   | 53,9 %        | 46,1 %        |
| Toskana                 | 2.854.162 | 74,4 %      | 1.105.769 | 1.000.008 | 52,5 %        | 47,5 %        |
| Umbrien                 | 675.610   | 73,5 %      | 240.346   | 251.908   | 48,8 %        | 51,2 %        |
| Venetien                | 3.725.399 | 76,7 %      | 1.078.883 | 1.756.144 | 38,1 %        | 61,9 %        |

### Wähler im Ausland
Die im Ausland lebenden Italiener stimmten in 4 Abstimmungsgebieten (ripartizione) ab. Zum Abstimmungsgebiet ‚Europa‘ gehörten auch das gesamte Russland, die Türkei und Zypern. Von den weltweit wahlberechtigten 4.052.341 Personen machten 1.246.342 (30,75 %) von ihrem Wahlrecht Gebrauch.
| Abstimmungsgebiet                              | Registrierte Wähler | Ja   | Ja      | Nein | Nein    | leere Stimmzettel | ungültige Stimmzettel | nicht zuzuordnen | Beteiligung (%) |
| Abstimmungsgebiet                              | Registrierte Wähler | %    | Zahl    | %    | Zahl    | leere Stimmzettel | ungültige Stimmzettel | nicht zuzuordnen | Beteiligung (%) |
| ---------------------------------------------- | ------------------- | ---- | ------- | ---- | ------- | ----------------- | --------------------- | ---------------- | --------------- |
| Afrika, Asien, Australien, Ozeanien, Antarktis | 220.252             | 59,7 | 37.644  | 40,3 | 25.433  | 518               | 6.683                 | 12               | 31,9            |
| Südamerika                                     | 1.291.065           | 71,9 | 207.144 | 28,1 | 80.831  | 4.211             | 36.064                | 311              | 25,4            |
| Nord- und Mittelamerika                        | 374.987             | 62,2 | 62.816  | 37,8 | 38.113  | 521               | 15.458                | 76               | 31,2            |
| Europa (mit Russland, Türkei, Zypern)          | 2.166.037           | 62,4 | 415.068 | 37,6 | 249.876 | 4.048             | 60.983                | 134              | 33,7            |
| Ausland gesamt                                 | 4.052.341           | 64,7 | 722.672 | 35,3 | 394.253 | 9.298             | 119.188               | 533              | 30,7            |

Weltweite Ergebnisse des Referendums – Abstimmungsverhalten der Auslandsitaliener nach Ländern. Die Stimmen der italienischen wissenschaftlichen Mitarbeiter auf Forschungsstationen in der Antarktis wurden in Neuseeland mitgezählt.

Die folgende Tabelle gibt die Ergebnisse für die vier deutschsprachigen Länder Mitteleuropas wieder. Hier stimmten 393.002 von 1.107.880 Wahlberechtigten ab (35,5 %).
| Land        | Registrierte Wähler | Ja   | Ja      | Nein | Nein   | leere Stimmzettel | ungültige Stimmzettel | nicht zuzuordnen | Beteiligung (%) |
| Land        | Registrierte Wähler | %    | Zahl    | %    | Zahl   | leere Stimmzettel | ungültige Stimmzettel | nicht zuzuordnen | Beteiligung (%) |
| ----------- | ------------------- | ---- | ------- | ---- | ------ | ----------------- | --------------------- | ---------------- | --------------- |
| Deutschland | 581.433             | 61.0 | 92.321  | 39,0 | 58.985 | 859               | 16.771                | 74               | 29,1            |
| Schweiz     | 482.539             | 64,3 | 119.462 | 37,8 | 66.457 | 1.270             | 17.039                | 28               | 42,3            |
| Luxemburg   | 22.097              | 67,5 | 5.561   | 32,5 | 2.679  | 71                | 1.207                 | 0                | 43,1            |
| Österreich  | 21.811              | 63,0 | 5.446   | 35,8 | 3.205  | 41                | 1.360                 | 5                | 46,1            |

Auffällig an den Auslandsstimmen war der sehr hohe Anteil an ungültigen Stimmzetteln (9,6 % weltweit, 9,9 % in Deutschland, 13,5 % in Österreich, 8,3 % in der Schweiz, 12,7 % in Luxemburg).